# Daska
Daska är en stad i distriktet Sialkot i den pakistanska provinsen Punjab. Folkmängden uppgick till cirka 180 000 invånare vid folkräkningen 2017.